# Bellinzona
Bellinzona (francouzsky Bellinzone, v archaické němčině Bellenz, latinsky Bilitio) je hlavní město švýcarského kantonu Ticino. Město leží na rovině na pravém břehu řeky Ticino, v blízkosti Alp. Po připojení okolních obcí má přibližně 44 tisíc obyvatel, přesto není největším městem kantonu – tím je nedaleké Lugano. Je 12. největším švýcarským městem.

## Geografie

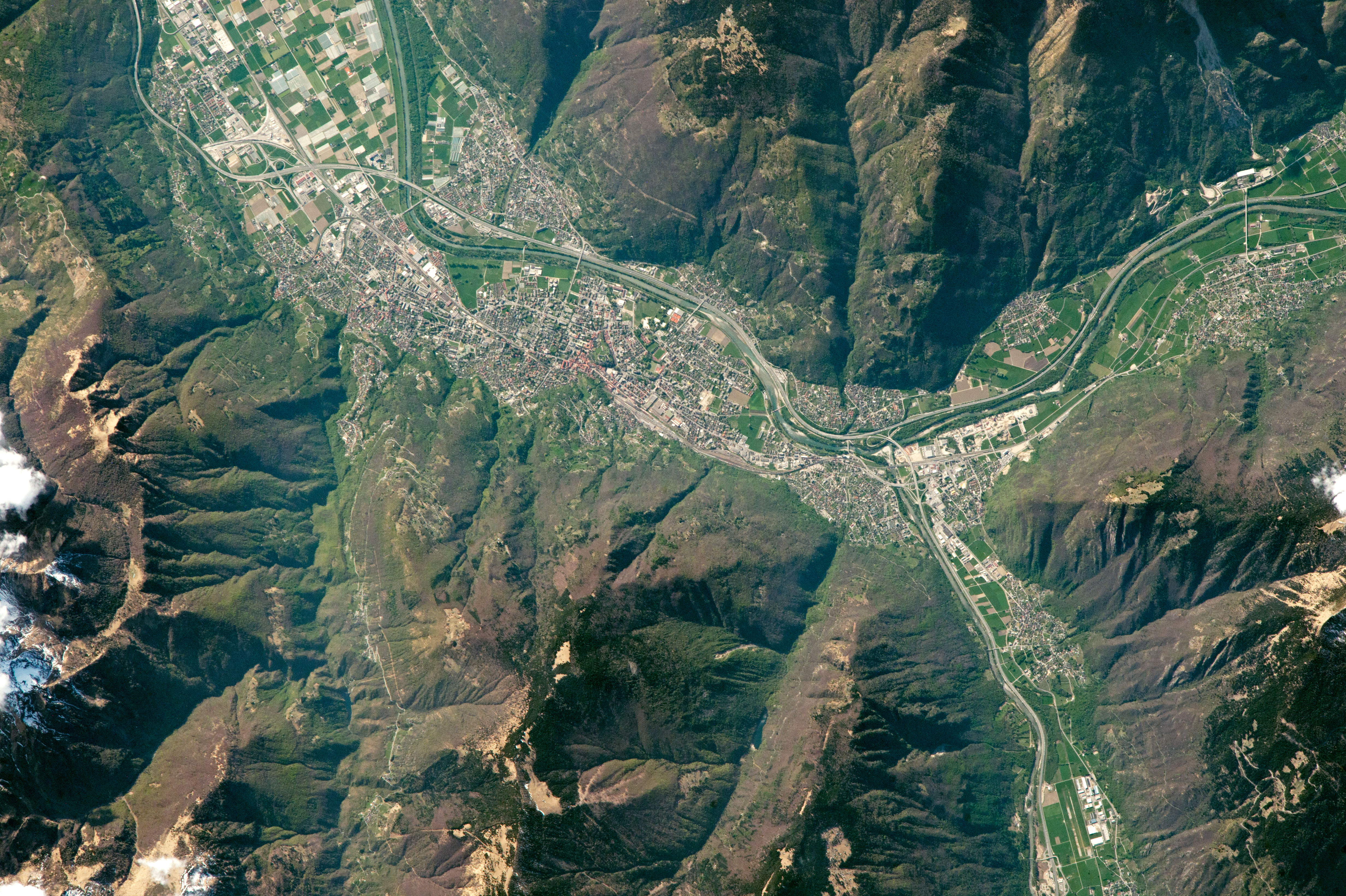
Bellinzona při pohledu z ISS

Bellinzona se nachází v údolní nivě východně od řeky Ticino na úpatí Gotthardského masivu poblíž hranic oblastí Sopraceneri (severní Ticino) a Sottoceneri (jižní Ticino). Centrum města se nachází na planině v nadmořské výšce okolo 230 metrů. Z této planiny, přímo navazující na tzv. Magadinskou rovinu, vystupují skály vzniklé během poslední doby ledové, které jsou tvořeny převážně rulou. Tyto skály, významně převyšující většinu okolního terénu, byly hlavním důvodem pro stavbu pevnosti právě na tomto místě.
Po připojení okolních, dříve samostatných obcí byl městský katastr značně rozšířen i o horské oblasti v širokém okolí. Nejvyšším bodem města je tak vrchol Pizzo di Claro s výškou 2727 m n. m., nacházející se nad bývalou samostatnou obcí Claro.
Sousedními obcemi jsou Arbedo-Castione, Lumino, Riviera, Sant’Antonino, Cugnasco-Gerra, Verzasca a Isone (všechny v kantonu Ticino), San Vittore a Roveredo (kanton Graubünden), stejně jako Cavargna, San Nazzaro Val Cavargna a Gravedona ed Uniti na italském území.
Východně od města se na svazích nad Bellinzonou se nacházejí ruiny opuštěné osady Prada (dnes součást Bellinzony).

## Historie

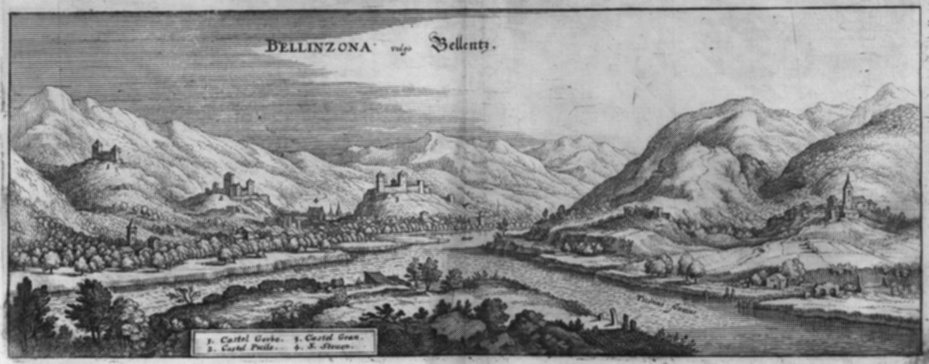
Město na vyobrazení z roku 1654

Území Bellinzony bylo od pravěku obýváno. Blízkostí masivu Alp mělo geografický význam pro komunikaci se Středoevropany a strategický význam pro vládu v Lombardii.

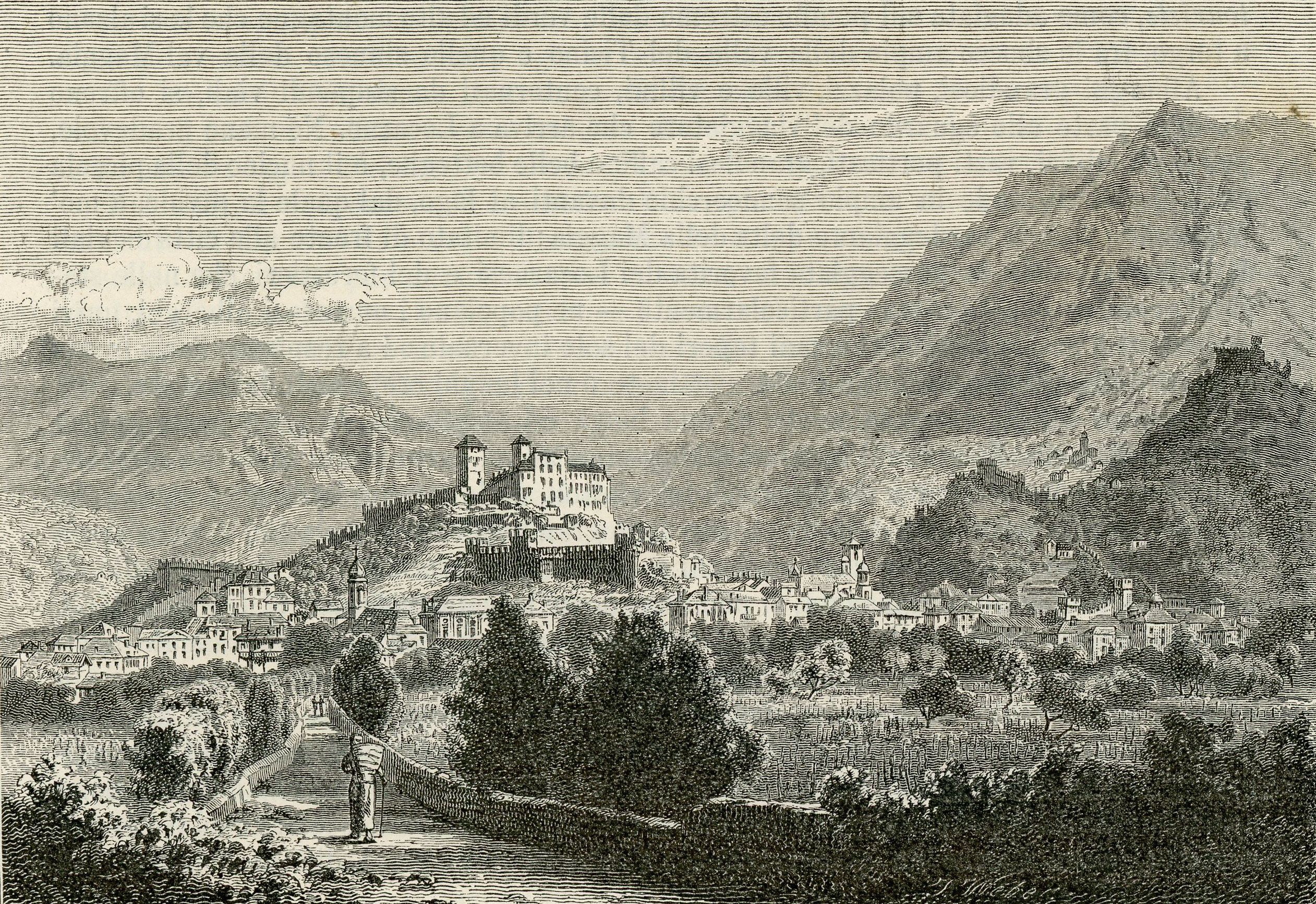
Bellinzona (1896)

Bellinzona je poprvé zmíněna v roce 590 ve slovním spojení ad Bilitionem, poté jako Bellitiona, Belizona, Berinzona, Beliciona, Birrinzona a v roce 1168 Birizona. Význam není zcela jasný, místopisné jméno je nejspíše založeno na osobním jménu Belitius nebo Bellitio.
Město mělo velký strategický význam jako klíč k průsmykům Gotthard, Lukmanier a San Bernardino. Archeologové předpokládají, že město bylo osídleno již před 4000 lety. Předpokládá se, že neolitické osídlení se nacházelo na svahu, kde dnes stojí hrad Castelgrande. Toto místo bylo snadno bránitelné a zabezpečené proti záplavám z Ticina. Od 1. století př. n. l. patřilo místo Římské říši. Římská říše pokračovala ve výstavbě pevnosti na úbočí kopce. V 5. století přišli do města z jihu Lombarďané a na svahu dnešního Castelgrande vybudovali první větší opevnění. V roce 590 bylo město napadeno Franky a při této příležitosti bylo poprvé písemně zmíněno. V 11. a 12. století byly předpokládané dřevěné palisády nahrazeny kamennými zdmi.

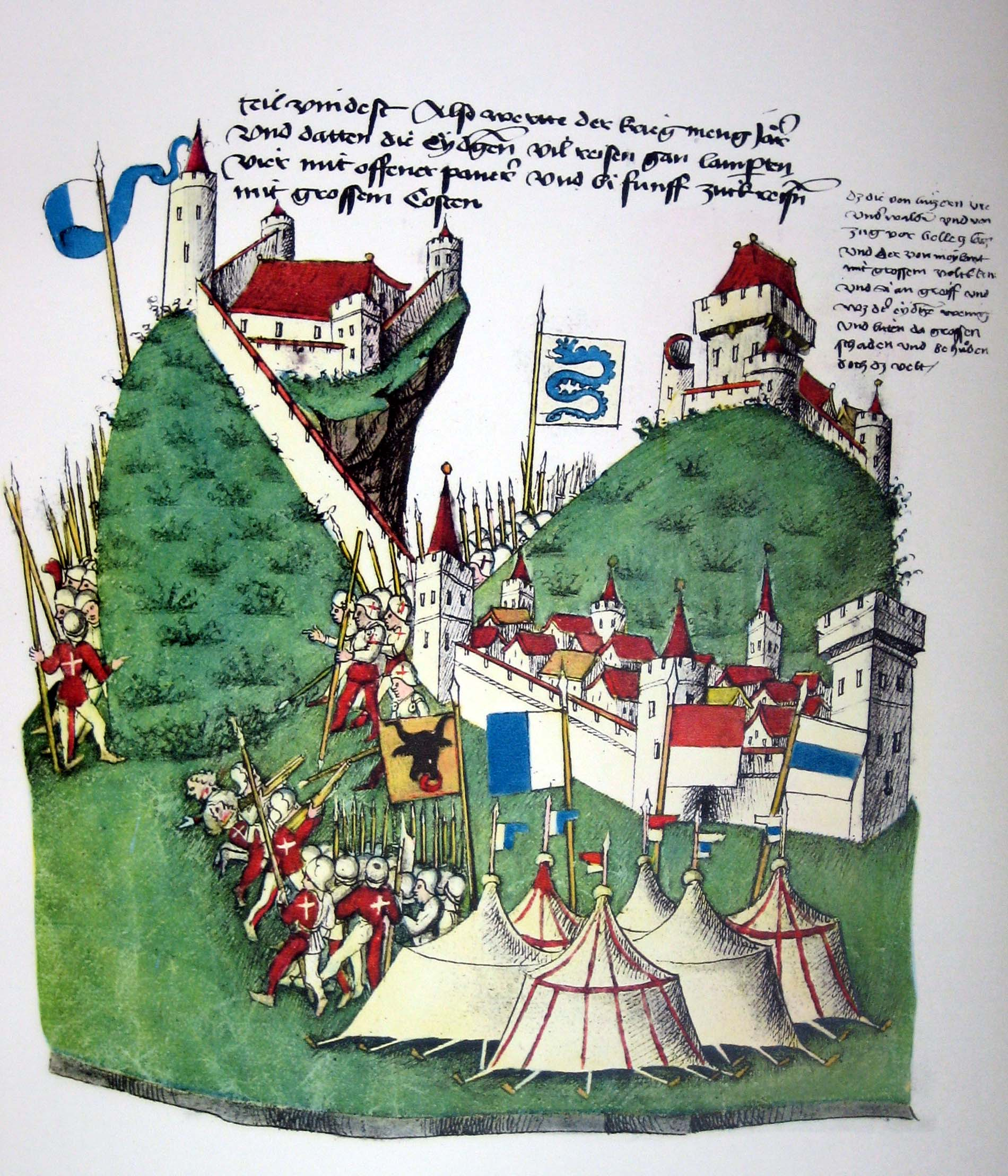
Tři hrady v ilustraci bitvy u Arbeda

Giovanni Visconti a Luchino Visconti město v roce 1340 dva měsíce obléhali a nakonec ho dobyli; už tehdy bylo díky Gotthardskému průsmyku důležitým obchodním centrem. V roce 1291 byla založena Stará švýcarská konfederace, která se stávala stále mocnější. Milánští vévodové nechtěli město ztratit, a proto ho silně vyzbrojili. Jako obranná linie proti severu tak byly postaveny tři hrady (od západu k východu): Castelgrande, Castello di Montebello a Castello di Sasso Corbaro. Roku 1422 se význam Bellizony prokázal při bitvě u Arbeda, v níž se utkala vojska Konfederace s jednotkami Viscontiů. V roce 1499 zaútočil francouzský král Ludvík XII. se svými vojsky na Bellinzonu a zmocnil se jí. Obyvatelé však město tajně prodali Konfederaci. Tzv. Věčným mírem z roku 1516 Francie postoupila město Švýcarům. Přesto se Francie opakovaně pokoušela o jeho odkoupení, což Konfederace odmítla. V roce 1803, kdy byl kanton Lugano spojen s kantonem Bellinzona, se při vzniku kantonu Ticino staly tři dobře opevněné hrady v okolí Bellinzony jeho majetkem.
Poté, co se v novém kantonu střídala hlavní města Bellinzona, Locarno a Lugano, se v roce 1878 stala Bellinzona definitivním sídlem kantonální vlády a parlamentu. Tou dobou byla co do počtu obyvatel největším městem kantonu; rychlý růst populace Lugana ve 20. století způsobil, že o tento primát již okolo roku 1910 přišla. Všechny kantonální instituce však i přesto stále sídlí v Bellinzoně.
V roce 1907 byly k Bellinzoně připojeny dříve samostatné obce Carasso, Daro a Ravecchia. Dne 2. dubna 2017 následovaly okolní obce Camorino, Claro, Giubiasco, Gnosca, Gorduno, Gudo, Moleno, Monte Carasso, Pianezzo, Preonzo, Sant'Antonio a Sementina. Rozloha politické obce se tak v roce 2017 zvýšila z 19,1 na 164,96 km² a počet obyvatel vzrostl z necelých 19 000 na více než 42 000.

### Elektrárny
Bellinzona byla po Faidu, Luganu a Airolu čtvrtým místem v Ticinu, které bylo připojeno k elektrické rozvodné síti. Elektrárna v údolí Valle di Gorduno byla uvedena do provozu 1. února 1891 a dodávala elektřinu především pro veřejné osvětlení. Myšlenka plynového osvětlení byla díky tomu již na počátku 20. století opuštěna. Stávající elektrárna o výkonu 400 koní brzy přestala stačit na pokrytí dalších energetických potřeb soukromých osob a průmyslu, včetně železničních dílen Gotthardské dráhy Officina Bellinzona, která byla otevřena v roce 1891. Po vyhodnocení několika projektů se město v roce 1898 rozhodlo postavit elektrárnu Morobbia, která byla uvedena do provozu v roce 1903. Elektrárna byla několikrát rozšířena a v roce 1947 měla výkon 7000 koní (5,2 MW). Na začátku 70. let 20. století byla elektrárna rozšířena a opatřena retenční nádrží v podobě jezera Lago di Carmena. V roce 2018 měla elektrárna výkon 15 MW a pokrývá tak až pětinu spotřeby elektřiny ve městě.

## Současnost
Od roku 2004 ve městě působí Spolkový trestní soud (italsky Tribunale Penale Federale, německy Bundesstrafgericht), založený na základě nové ústavy z roku 2000. Soudí v první instanci vyjmenované druhy trestných činů.
Město je také známé mimo jiné díky karnevalu Rabadan, který zde má již 150 let dlouhou tradici.

## Obyvatelstvo

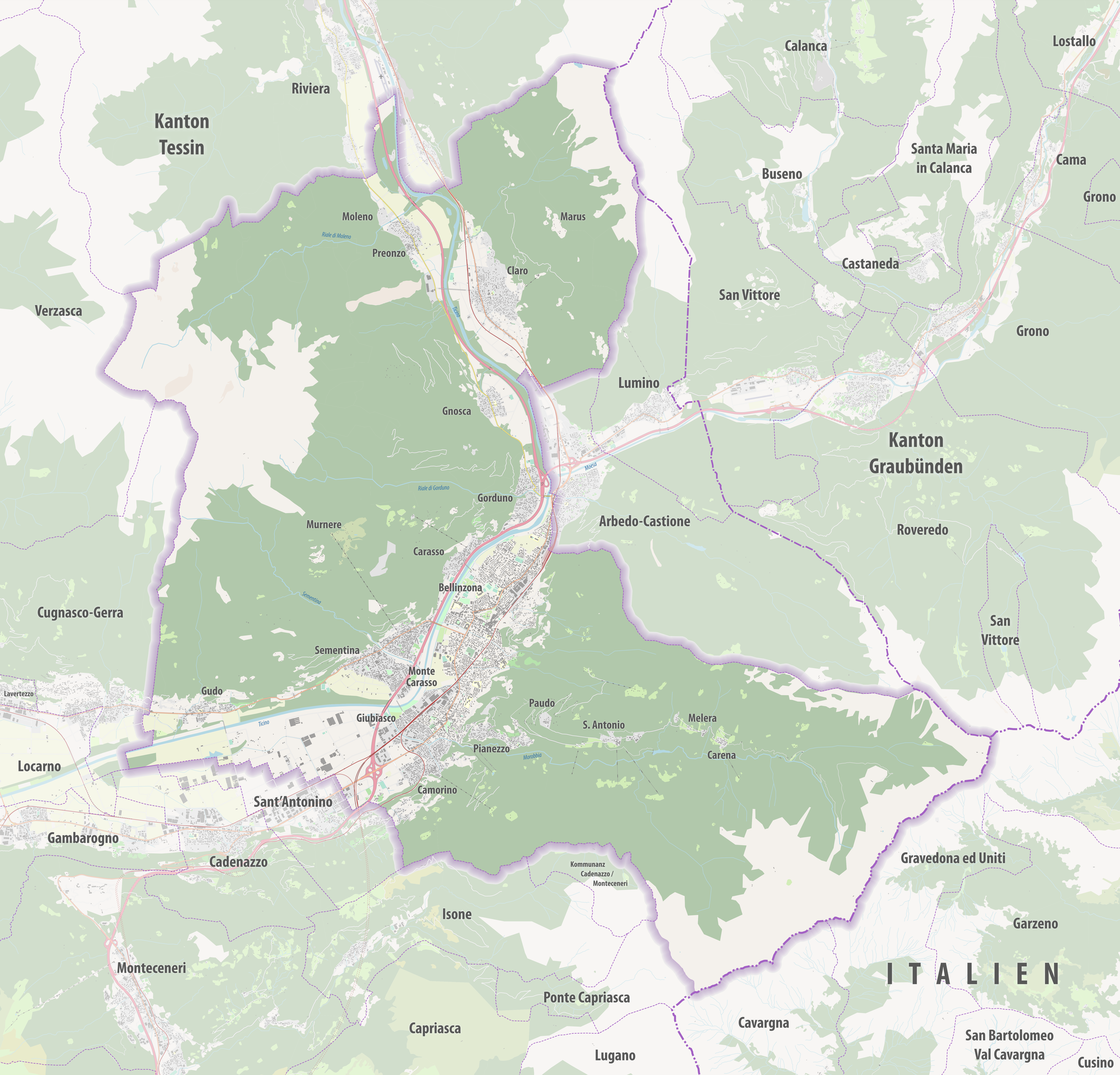
Mapa města (2021)

Při sčítání lidu v roce 2000 mělo město 16 463 obyvatel. Z nich 14 392 hovořilo italsky a 590 německy. V roce 2000 bylo 30,6 % cizinců, většina z nich z Itálie. Někteří obyvatelé Bellinzony, jejichž mateřským jazykem je italština, mluví jazykem Ticinese, což je místní ticinský dialekt lombardštiny.
Aglomerace Bellinzony měla v roce 2005 48 300 obyvatel v 16 obcích (dvanáct z těchto obcí bylo v roce 2017 připojeno k Bellinzoně). Bellinzona a její aglomerace jsou součástí metropolitního regionu Ticino, který zahrnuje mimo jiné Lugano a Locarno a má přibližně 325 000 obyvatel.
| Rok            | 1850 | 1880 | 1910   | 1950   | 1970   | 1990   | 2000   | 2010   | 2017   | 2019   | 2020   |
| Počet obyvatel | 3209 | 4036 | 10 406 | 12 060 | 16 979 | 16 849 | 16 463 | 17 373 | 43 181 | 43 279 | 44 056 |

## Památky

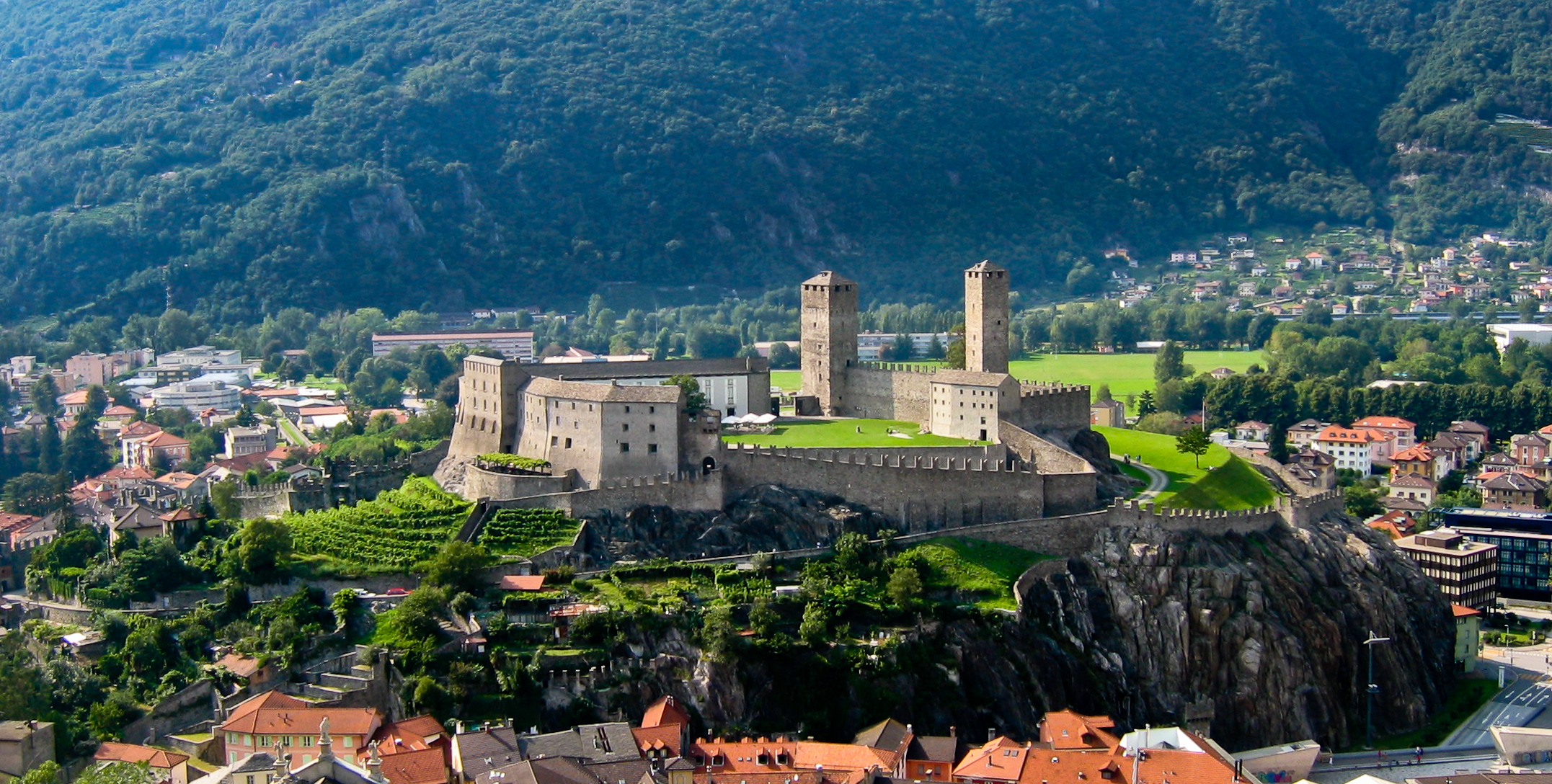
Hrad Castelgrande

Město je turisty vyhledáváno pro trojici původem románských hradů a věže městského opevnění, které založil císař Fridrich I. Barbarossa, od roku 2000 jsou zapsány do seznamu světového kulturního dědictví UNESCO.:
- Castelgrande nebo Castello Visconteo - hrad na skále je dominantou uprostřed města; v době gotiky a renesance přestavěný rodinou Viscontiů, silně adaptovaný kolem roku 2008, kromě prohlídkového okruhu obsahuje Archeologické muzeum, vystavuje také cyklus malovaných renesančních prken s motivy Bestiáře a rytířských turnajů, přenesený z hotelu U Jelena (Albergo del Cervo).
- Montebello - z trojice hradů nejrozsáhlejší, situovaný jihovýchodně nad městem ve svahu
- Sasso Corbaro - hrad viditelný v zalesněném panoramatu za Montebellem jako jedna věž
- Budova radnice s vysokou hranolovou věží a cimbuřím - goticko-renesanční
- Kolegiátní bazilika sv. Petra a Štěpána (Chiesa collegiata), raně barokní chrám s bohatou výzdobou 8 oltářů a kaplí, patronátní chrám Viscontiů

## Doprava
Bellinzona je dopravním uzlem. V širším okolí města leží alpské průsmyky Gotthard, Lukmanier, San Bernardino a Nufenen.
Město leží na švýcarské dálnici A2 (Basilej – Gotthard – Bellinzona – Lugano – Chiasso). Končí zde dálnice A13 (St. Margrethen – Chur – San Bernardino – Bellinzona). V Bellinzoně se kříží také původní kantonální hlavní silnice číslo 2 a 13.
Gotthardská dráha z Lucernu nebo Curychu vede přes stanici Bellinzona do Chiassa. Ve stanici Giubiasco se z ní odděluje vedlejší trať do Locarna. Na okraji města se nachází severní portál úpatního tunelu Ceneri, otevřeného roku 2020. Tunel zkrátil cestovní dobu vlakem mezi Bellinzonou a Luganem z původních 35 až na 15 minut.
Do roku 1972 byla v provozu úzkorozchodná dráha Bellinzona–Mesocco, jež začínala na náměstí Piazza Mesolcina. Pro malý zájem cestujících však byla trať zrušena a přeměněna na cyklostezku. Horní úsek dráhy zůstává i v současnosti (2022) fyzicky zachován, avšak je dlouhodobě bez provozu.

## Osobnosti
- Malcolm McLaren (1946–2010), britský hudebník, módní návrhář a designér, léčil se a zemřel v Bellinzoně
- Kubilay Türkyilmaz (* 1967), švýcarský fotbalista, narozen v Bellinzoně
- Marco Giampaolo (* 1967), švýcarský fotbalista, narozen v Bellinzoně
- Mauro Lustrinelli (* 1976), švýcarský fotbalista, narozen v Bellinzoně

## Fotogalerie

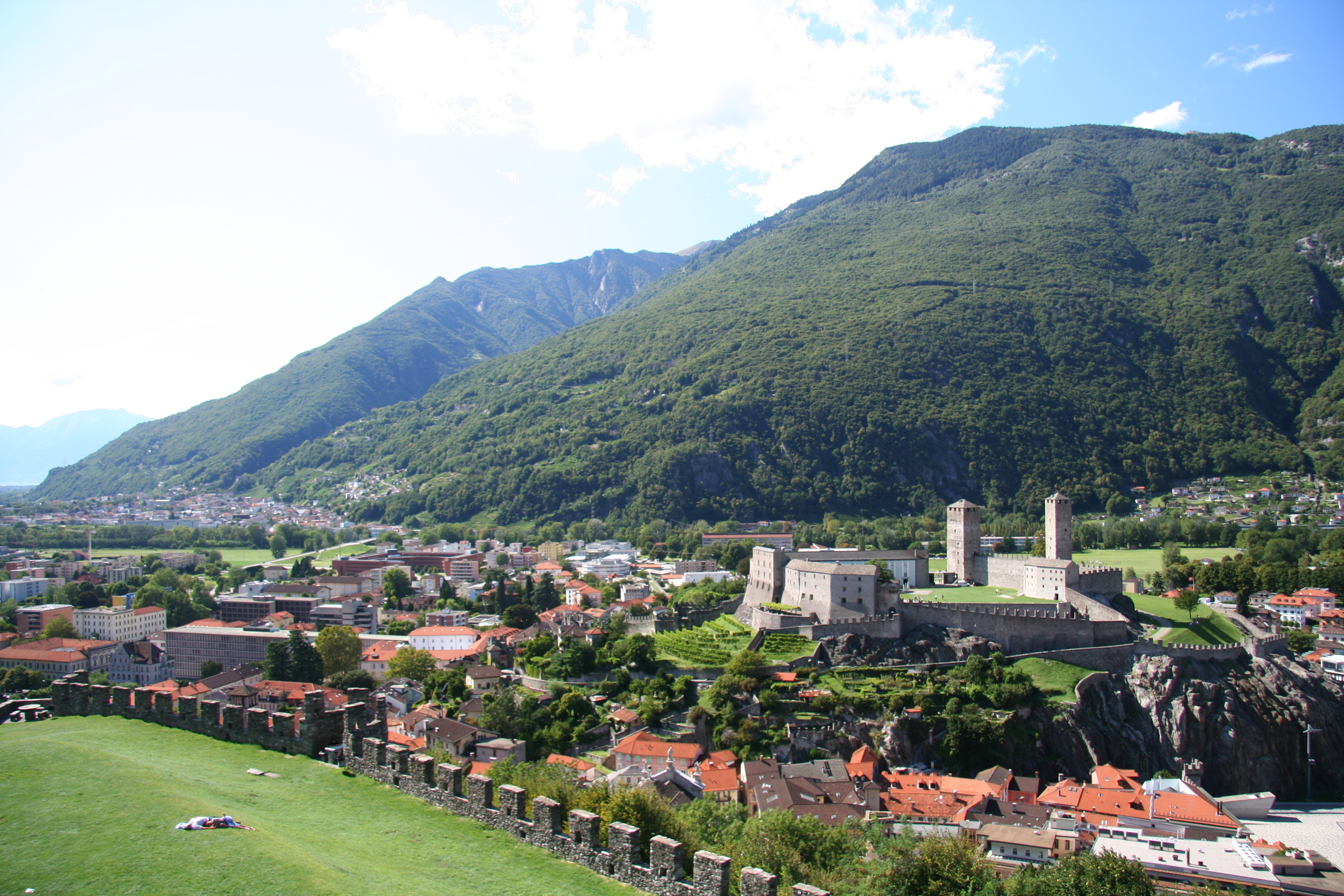
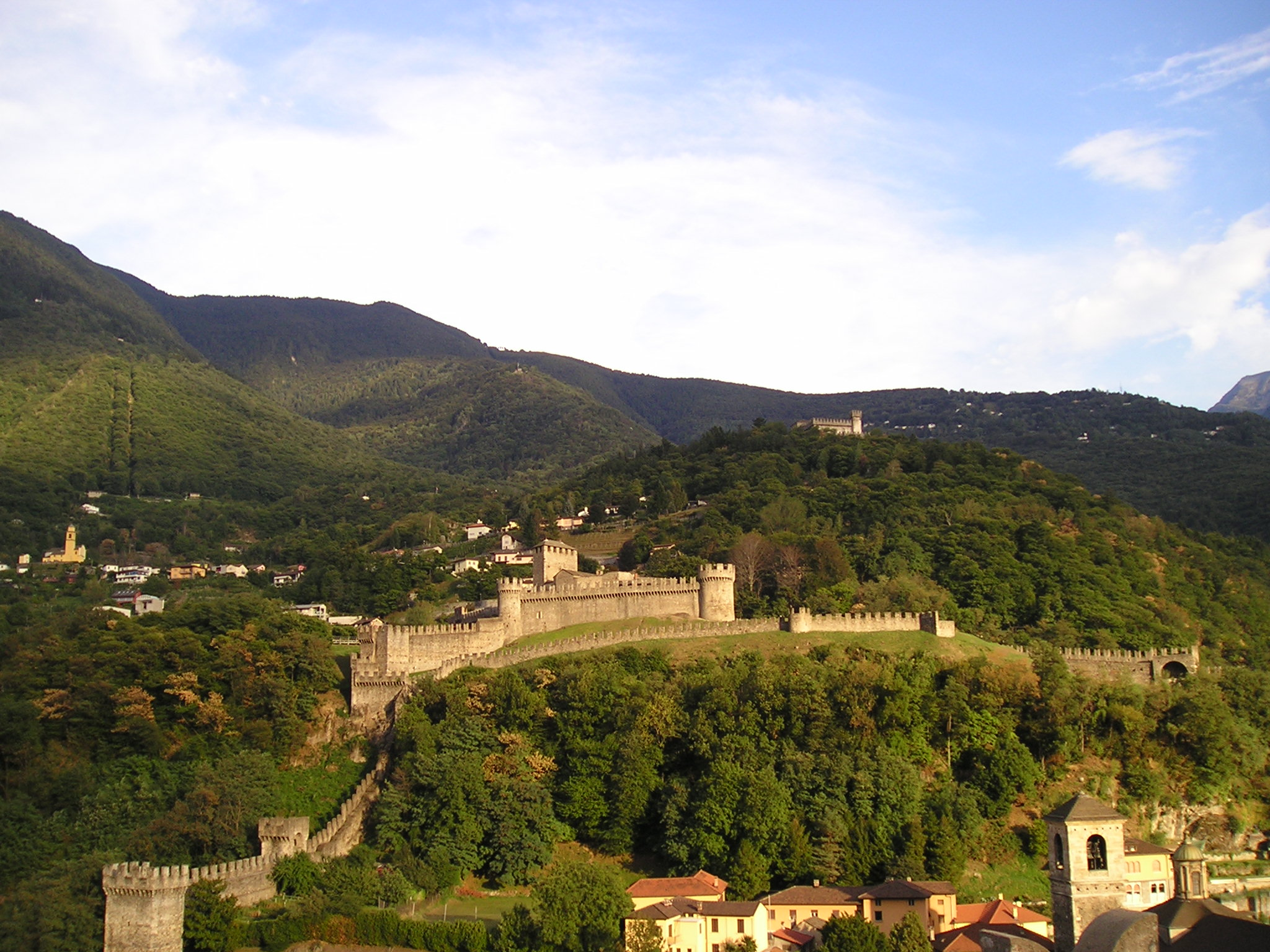
Montebello
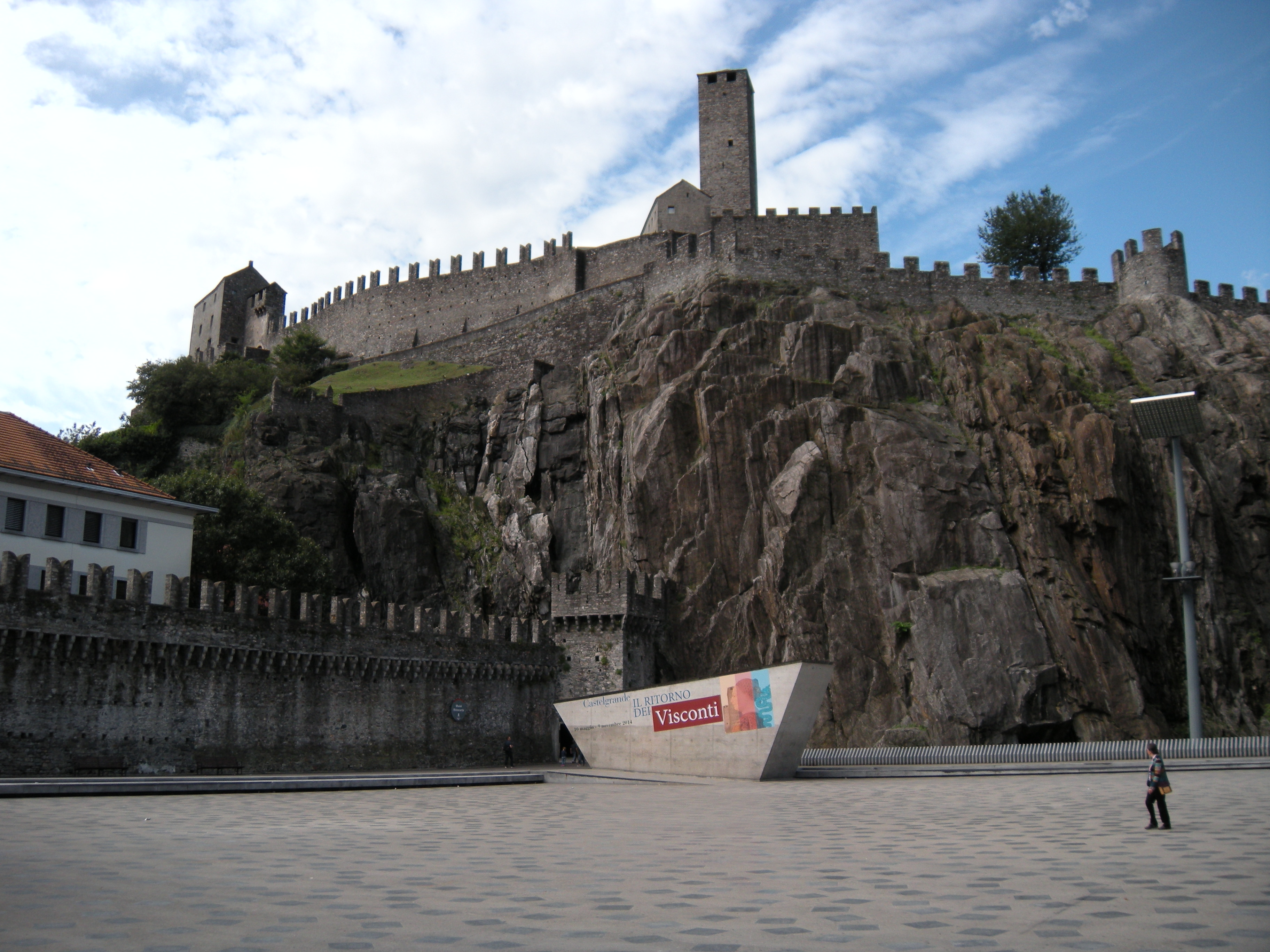
Castelgrande
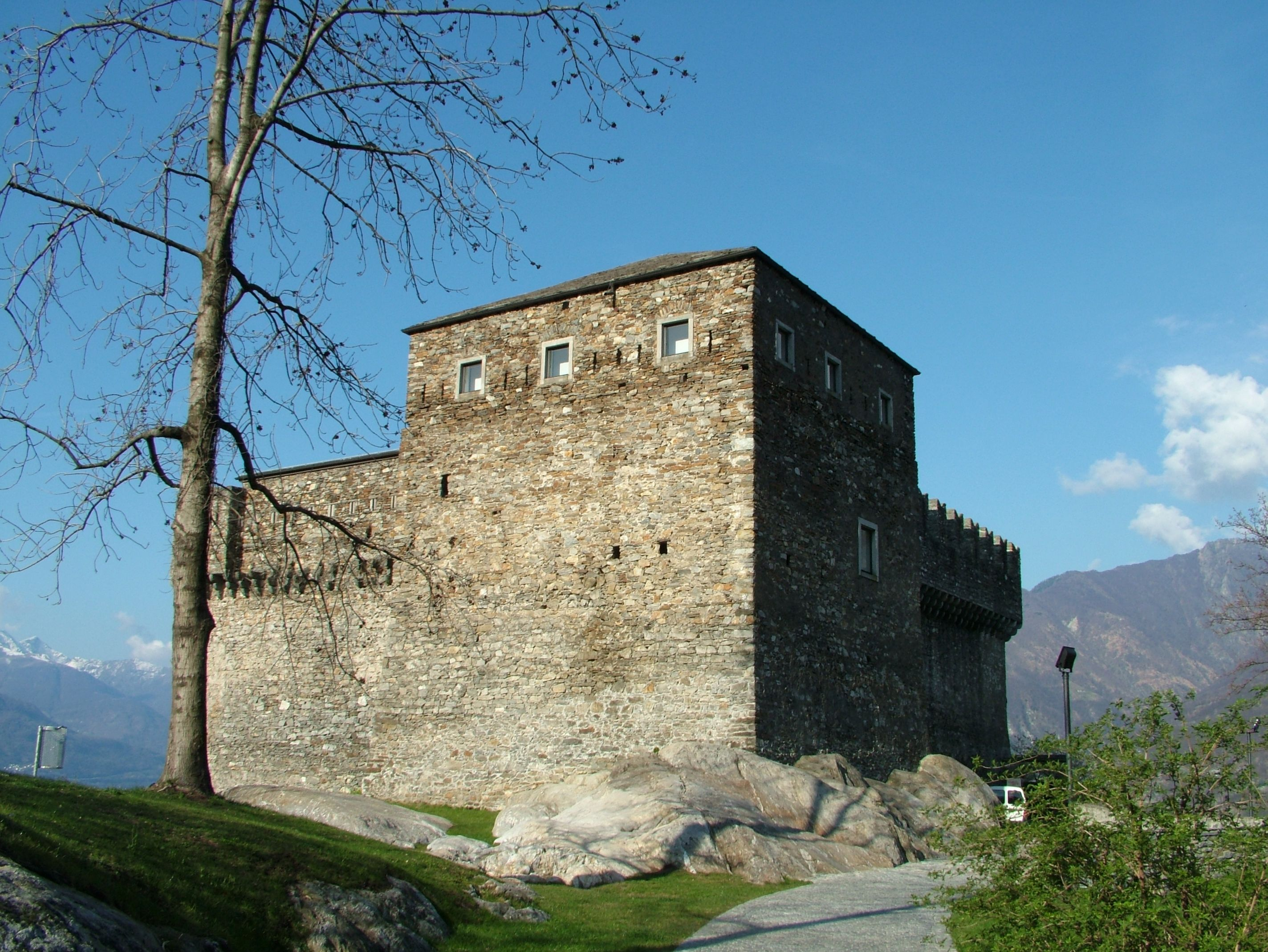
Sasso Corbaro
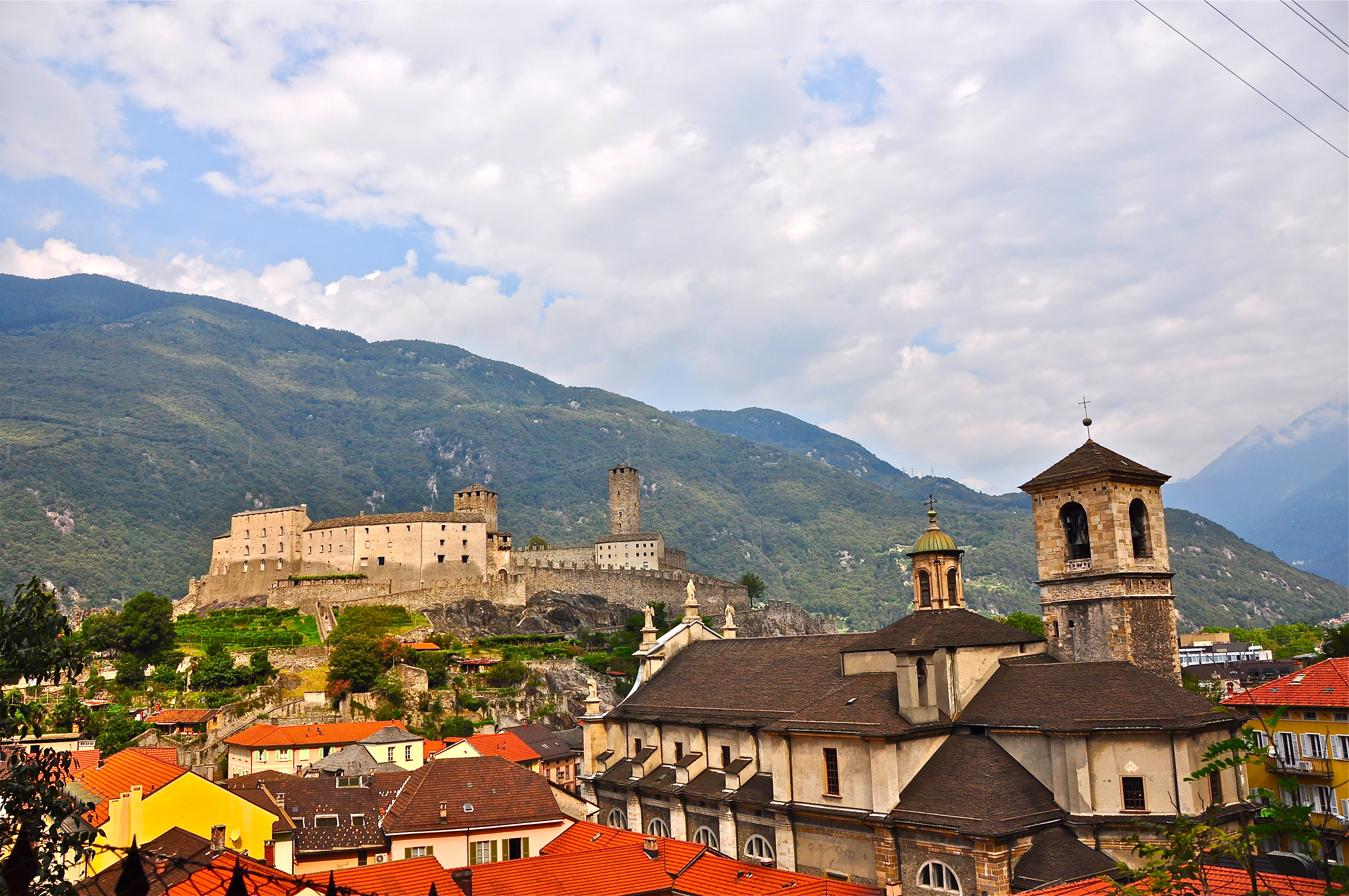
Montebello a Kolegiátní chrám
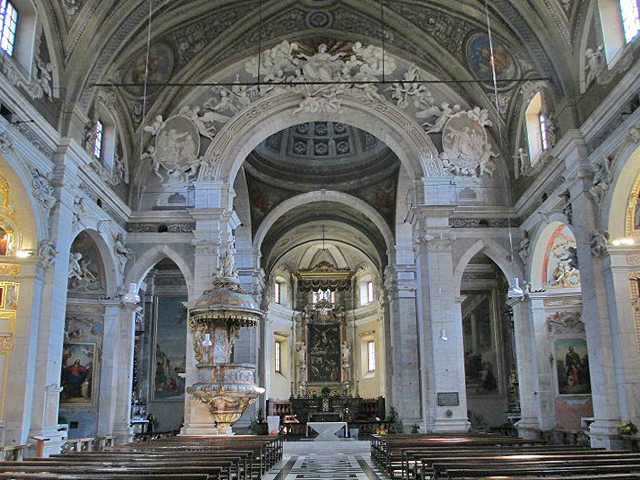
Interiér kolegiátního chrámu
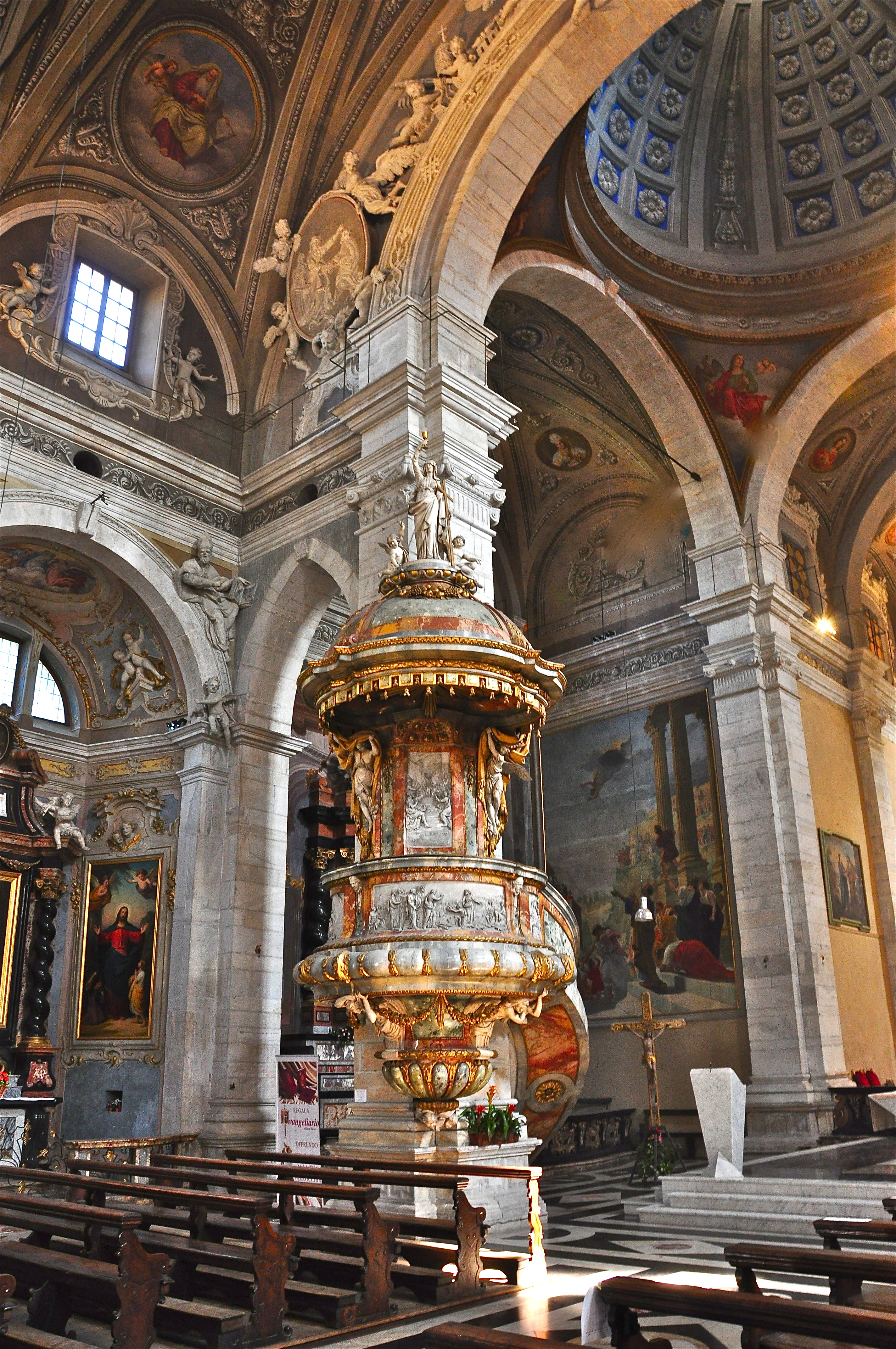
Kazatelna kolegiátního chrámu